# شهرستان آلکساندروف
شهرستان آلکساندروف (به لاتین: Aleksandrów County) یک سکونتگاه مسکونی در لهستان است که در استان کویاوی-پومرانیا واقع شده‌است.

## خصوصیات
شهرستان آلکساندروف ۴۷۵٫۶۱ کیلومتر مربع مساحت و ۵۵٬۱۹۵ نفر جمعیت دارد.